# St. Peter und Paul (Grießen)

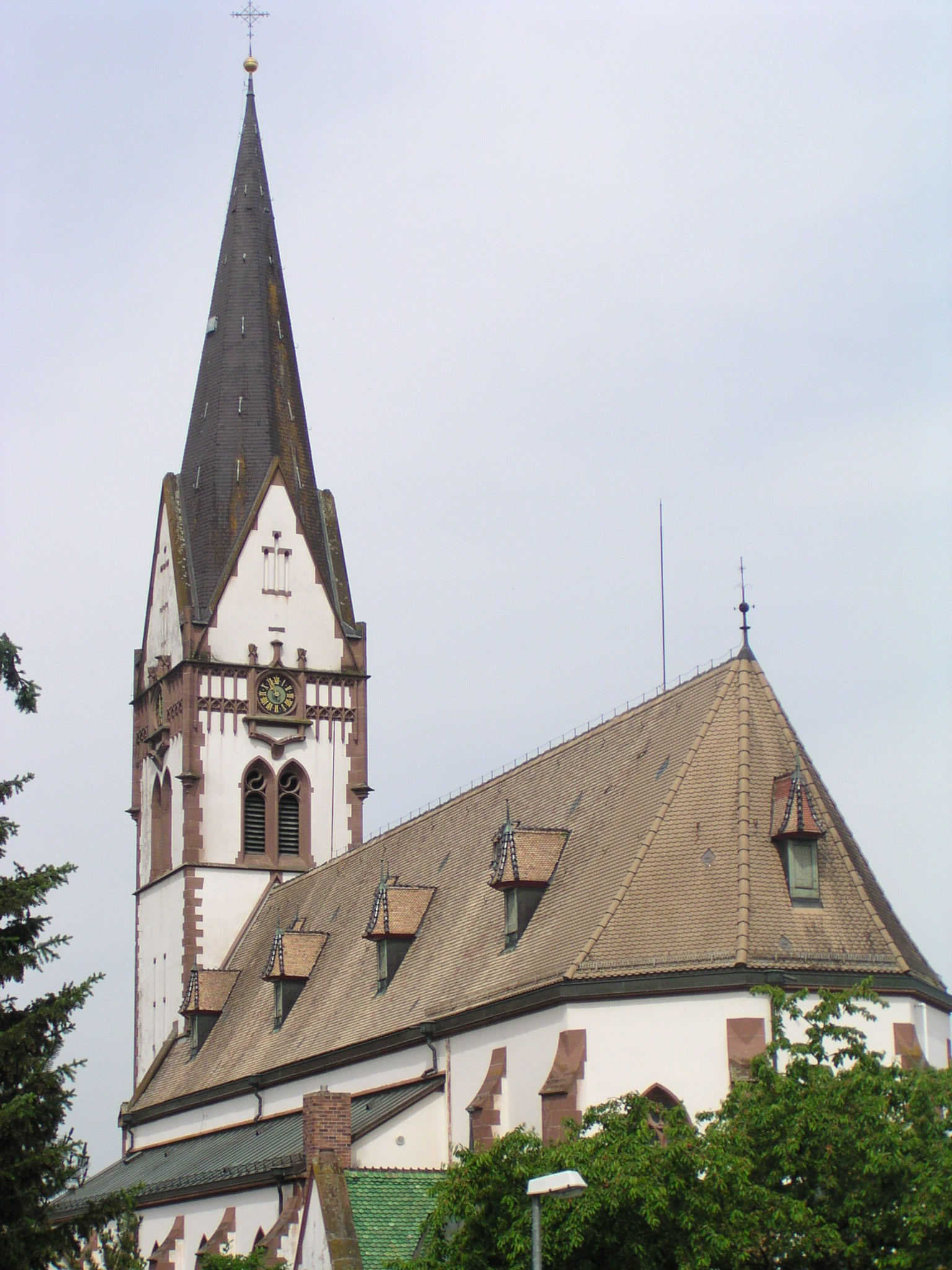
Die Pfarrkirche St. Peter und Paul in Grießen.

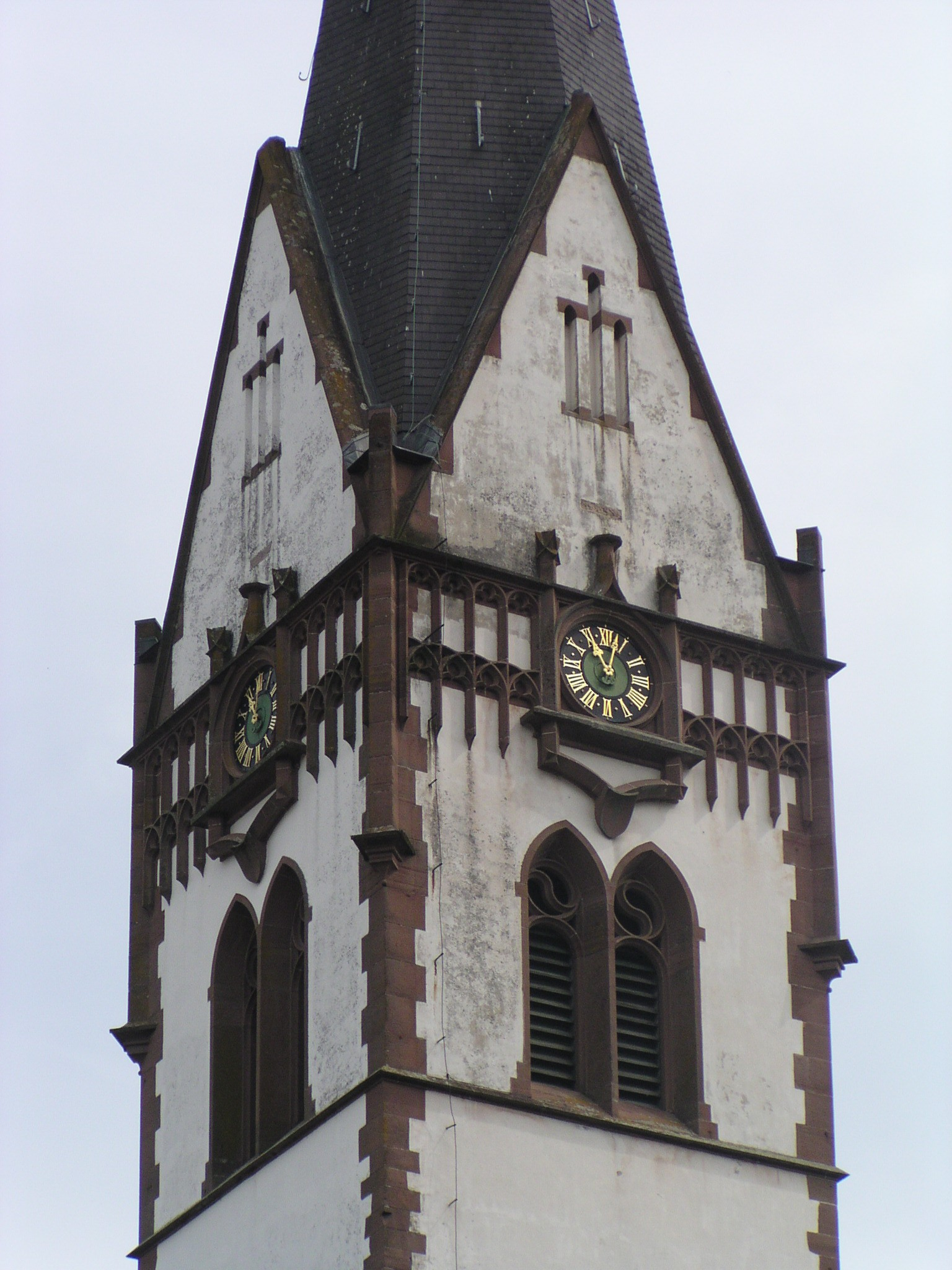
Der 59 m hohe Turm

Die Kirche St. Peter und Paul ist die römisch-katholische Pfarrkirche von Grießen, einem Ortsteil der Gemeinde Klettgau im Landkreis Waldshut. Die Pfarrei Grießen gehört zur Seelsorgeeinheit Klettgau-Wutöschingen im Erzbistum Freiburg.

## Baugeschichte
Nachdem die Vorgängerkirche von 1683 gegen Ende des 19. Jahrhunderts zu klein geworden war, entschloss sich die Gemeinde zu einem Neubau. Im Jahre 1900 wurde die alte Kirche abgebrochen und an gleicher Stelle die neue Kirche errichtet. Vom alten Kirchturm blieben die beiden unteren Geschosse erhalten. 
Am 29. Juni 1900 wurde der Grundstein gelegt. Zum Jahresende 1901 konnte die Pfarrei ihre neue Kirche beziehen. Die feierliche Konsekration durch Weihbischof Friedrich Justus Knecht erfolgte jedoch erst am 20. September 1904. 
Die Ausstattung wurde schrittweise in den folgenden Jahren angeschafft. Zwischen 1906 und 1908 kamen die Altäre in die Kirche und 1910/11 wurde die Kirche ausgemalt.

## Baubeschreibung und Ausstattung

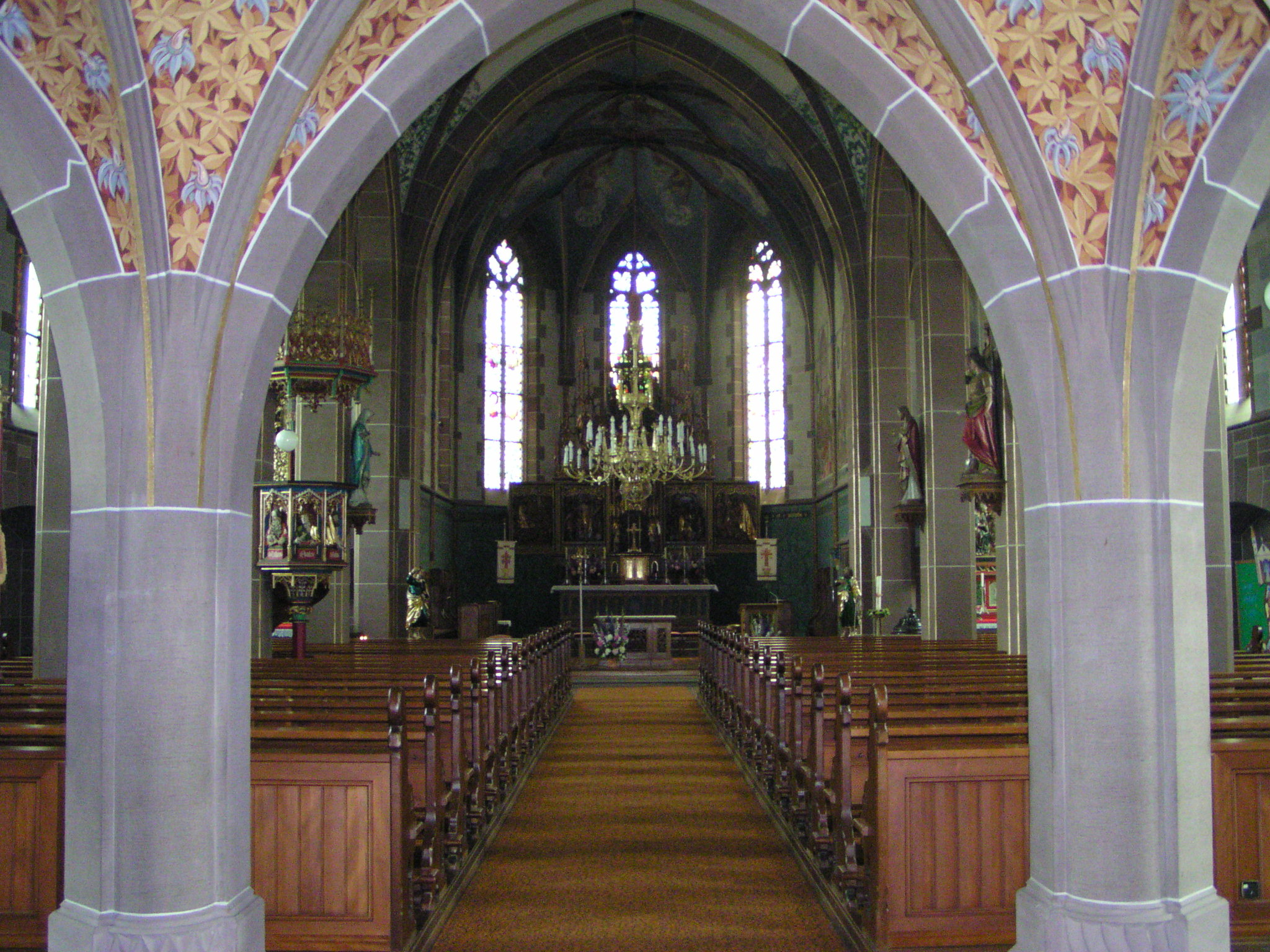
Der unverändert erhaltene neugotische Innenraum

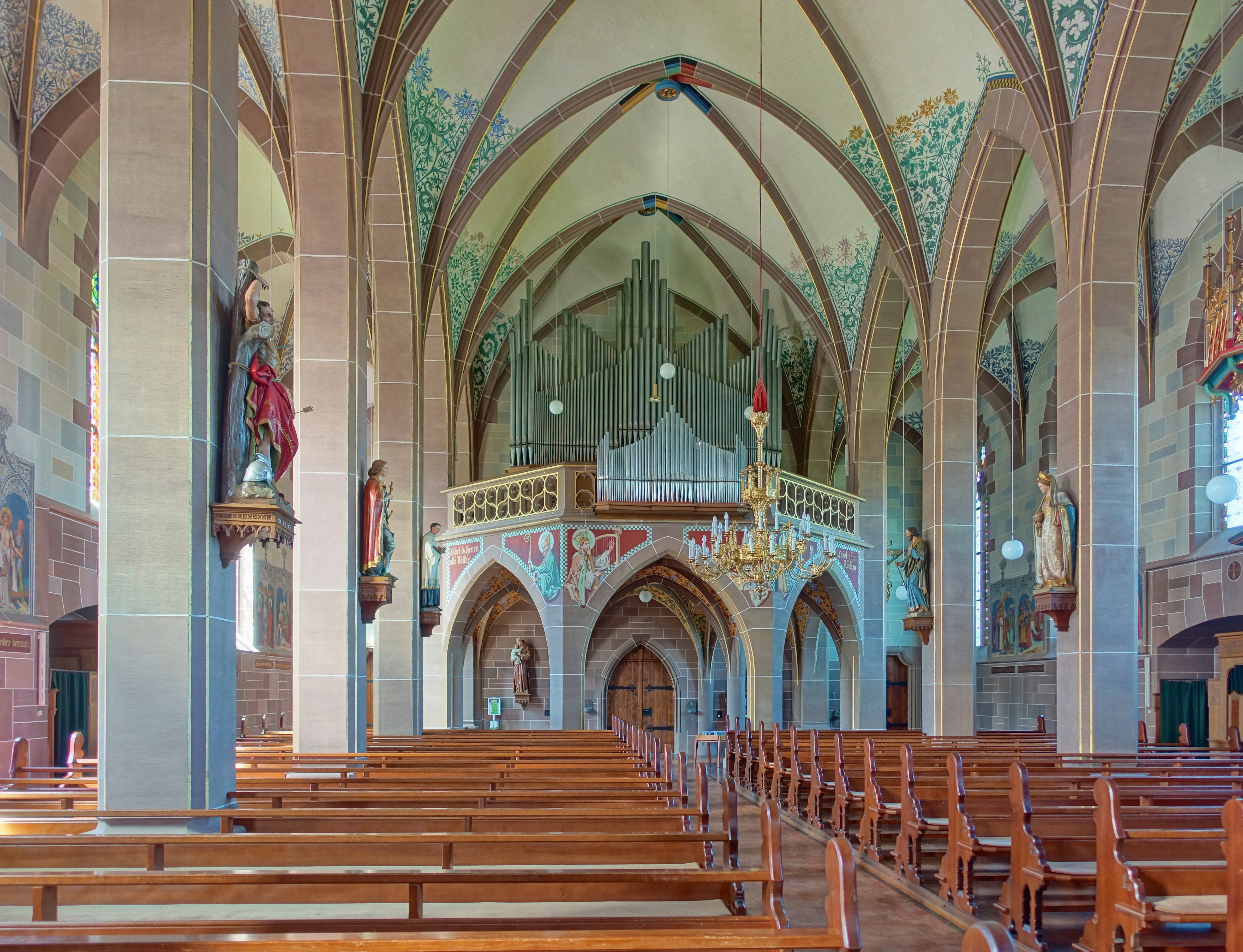
Blick zur Orgel

Die Pfarrkirche von Grießen ist ein stattlicher Bau im neugotischen Stil. Gebaut wurde die Kirche nach Plänen von Otto Belzer (1852–1919), Leiter des Erzbischöflichen Bauamts Konstanz. Der Außenbau wird beherrscht vom 59 Meter hohen, reich gegliederten Turm mit Spitzhelm.
Das Innere hat sich ein seltener Einheitlichkeit seit der Erbauungszeit nahezu unverändert erhalten und hat die reiche neugotische Ausstattung bewahren können. Wohl aus der Vorgängerkirche stammen die Apostelfiguren geschaffen um 1720 von Anton Joseph Schupp.
Die Altäre entstanden zwischen 1906 und 1908 in der Werkstatt der Gebrüder Marmon in Sigmaringen. Die reiche Ausmalung des gesamten Innenraums schuf Kunstmaler Augustin Kolb 1910/11. Die Glasfenster im Chorraum wurden 1901 von Glasmaler Hans Drinneberg, Karlsruhe, gefertigt.
Die heutige Orgel auf der Empore im hinteren Teil der Kirche wurde 1954 von der Firma Willy Dold in Freiburg gebaut und verfügt über 27 Register auf zwei Manualen und Pedal. Sie wurde am 19. Dezember 1954 eingeweiht. 1985 wurde sie gereinigt und 2018 von Orgelbauer Jens Steinhoff renoviert.

## Glocken
Im Kirchturm hängt ein fünfstimmiges Glockengeläut aus Bronze, das in der Glockengießerei von Friedrich Wilhelm Schilling in Heidelberg gegossen wurde, vier Glocken 1951, die größte 1958.
| Glocke | Name                  | Schlagton | Gewicht | Gussjahr |
| ------ | --------------------- | --------- | ------- | -------- |
| 1      | Christkönigsglocke    | b0        | 2970 kg | 1958     |
| 2      | Marienglocke          | d1        | 1309 kg | 1951     |
| 3      | Peter- und Paulglocke | f1        | 762 kg  | 1951     |
| 4      | Friedensglocke        | g1        | 493 kg  | 1951     |
| 5      | Schutzengelglocke     | b1        | 281 kg  | 1951     |